# Finale de la Ligue Europa 2016-2017
La finale de la Ligue Europa 2016-2017 est la 46e finale de la Ligue Europa, et la 8e depuis la réforme de l'ancienne Coupe UEFA. Ce match de football s'est joué le 24 mai 2017 à la Friends Arena de Solna en Suède.
Elle oppose l'équipe néerlandaise de l'Ajax Amsterdam à celle anglaise de Manchester United. Le match se termine sur une victoire 2 buts à 0 des Mancuniens qui remportent la première Ligue Europa de leur histoire. 
Vainqueur de la finale, Manchester United est qualifié pour la Supercoupe de l'UEFA 2017, où il affrontera le Real Madrid, vainqueur de la finale de la Ligue des champions 2016-2017. Le club intègre également la phase de groupes de la Ligue des champions 2017-2018, la place réservée au vainqueur de la Ligue des champions n'étant pas utilisée.

## Stade
La Friends Arena a été désignée hôte de la finale à l'issue d'une réunion du Comité exécutif de l’UEFA à Prague le 29 juin 2015. Il s'agît de la première finale de coupe d'Europe accueillie par le stade, inauguré en 2012, qui a déjà abrité la finale de l'Euro féminin de 2013. Il est le stade de résidence de l'équipe de Suède et de l’AIK Solna. Sa capacité actuelle est de 50 000 places.

## Contexte
Il s'agit de la troisième confrontation entre les deux équipes en compétition européenne, les deux précédentes ayant été remportées par Manchester United, chaque fois en C3, en 1976 et en 2012.
L'Ajax Amsterdam est la seule à avoir remporté la compétition par le passé, ayant été victorieuse contre le Torino FC en 1992, tandis que les Anglais n'avaient quant à eux jamais dépassé le stade des quarts de finale.
Une minute de silence est observée avant la rencontre et les joueurs portant un brassard noir en hommage aux victimes de l'attentat du 22 mai 2017 à Manchester.

## Parcours des finalistes
Note : dans les résultats ci-dessous, le score du finaliste est toujours donné en premier (D : domicile ; E : extérieur).
| Rang | Équipe            | Pts | J | G | N | P | Bp | Bc | Diff |
| ---- | ----------------- | --- | - | - | - | - | -- | -- | ---- |
| 1    | Ajax Amsterdam    | 14  | 6 | 4 | 2 | 0 | 11 | 6  | +5   |
| 2    | Celta Vigo        | 9   | 6 | 2 | 3 | 1 | 10 | 7  | +3   |
| 3    | Standard de Liège | 7   | 6 | 1 | 4 | 1 | 8  | 6  | +2   |
| 4    | Panathinaïkos     | 1   | 6 | 0 | 1 | 5 | 3  | 13 | -10  |

| Rang | Équipe              | Pts | J | G | N | P | Bp | Bc | Diff |
| ---- | ------------------- | --- | - | - | - | - | -- | -- | ---- |
| 1    | Fenerbahçe SK       | 13  | 6 | 4 | 1 | 1 | 8  | 6  | +2   |
| 2    | Manchester United   | 12  | 6 | 4 | 0 | 2 | 12 | 4  | +8   |
| 3    | Feyenoord Rotterdam | 7   | 6 | 2 | 1 | 3 | 3  | 7  | -4   |
| 4    | Zorya Louhansk      | 2   | 6 | 0 | 2 | 4 | 2  | 8  | -6   |

## Match

### Arbitrage
Le Slovène Damir Skomina est nommé arbitre de la finale par l'UEFA le 11 mai 2017. Le reste du corps arbitral se compose des slovènes Jure Praprotnik et Robert Vukan en tant qu'assistants, Matej Jug et Slavko Vinčić en tant qu'arbitres assistants supplémentaires, Tomaž Klančnik en tant qu'arbitre de réserve, et de l'Italien Gianluca Rocchi en tant que quatrième arbitre.

### Feuille de match
Note : l'équipe « à domicile » (pour des raisons administratives) est déterminée par tirage au sort après celui des demi-finales le 21 avril 2017 au quartier général de l’UEFA à Nyon.
| Ajax Amsterdam · |                   |     |
| Titulaires :     |                   |     |
|                  |                   |     |
| 24               | André Onana       |     |
| 4                | Jaïro Riedewald   | 82e |
| 36               | Matthijs de Ligt  |     |
| 5                | Davinson Sánchez  |     |
| 3                | Joël Veltman      |     |
| 22               | Hakim Ziyech      |     |
| 20               | Lasse Schöne      | 70e |
| 10               | Davy Klaassen     |     |
| 25               | Kasper Dolberg    | 62e |
| 11               | Amin Younes       |     |
| 9                | Bertrand Traoré   |     |
|                  |                   |     |
| Remplaçants :    |                   |     |
| 33               | Diederik Boer     |     |
| 2                | Kenny Tete        |     |
| 16               | Heiko Westermann  |     |
| 21               | Frenkie de Jong   | 82e |
| 30               | Donny van de Beek | 70e |
| 45               | Justin Kluivert   |     |
| 77               | David Neres       | 62e |
|                  |                   |     |
| Entraîneur :     |                   |     |
| Peter Bosz       |                   |     |

| Manchester United · |                     |     |
| Titulaires :        |                     |     |
|                     |                     |     |
| 20                  | Sergio Romero       |     |
| 36                  | Matteo Darmian      |     |
| 17                  | Daley Blind         |     |
| 12                  | Chris Smalling      |     |
| 25                  | Antonio Valencia    |     |
| 21                  | Ander Herrera       |     |
| 22                  | Henrikh Mkhitaryan  | 74e |
| 6                   | Paul Pogba          |     |
| 27                  | Marouane Fellaini   |     |
| 8                   | Juan Mata           | 90e |
| 19                  | Marcus Rashford     | 84e |
|                     |                     |     |
| Remplaçants :       |                     |     |
| 1                   | David de Gea        |     |
| 4                   | Phil Jones          |     |
| 24                  | Timothy Fosu-Mensah |     |
| 14                  | Jesse Lingard       | 74e |
| 16                  | Michael Carrick     |     |
| 10                  | Wayne Rooney        | 90e |
| 11                  | Anthony Martial     | 84e |
|                     |                     |     |
| Entraîneur :        |                     |     |
| José Mourinho       |                     |     |

| Ajax Amsterdam · |                   |     |
| Titulaires :     |                   |     |
|                  |                   |     |
| 24               | André Onana       |     |
| 4                | Jaïro Riedewald   | 82e |
| 36               | Matthijs de Ligt  |     |
| 5                | Davinson Sánchez  |     |
| 3                | Joël Veltman      |     |
| 22               | Hakim Ziyech      |     |
| 20               | Lasse Schöne      | 70e |
| 10               | Davy Klaassen     |     |
| 25               | Kasper Dolberg    | 62e |
| 11               | Amin Younes       |     |
| 9                | Bertrand Traoré   |     |
|                  |                   |     |
| Remplaçants :    |                   |     |
| 33               | Diederik Boer     |     |
| 2                | Kenny Tete        |     |
| 16               | Heiko Westermann  |     |
| 21               | Frenkie de Jong   | 82e |
| 30               | Donny van de Beek | 70e |
| 45               | Justin Kluivert   |     |
| 77               | David Neres       | 62e |
|                  |                   |     |
| Entraîneur :     |                   |     |
| Peter Bosz       |                   |     |

| Manchester United · |                     |     |
| Titulaires :        |                     |     |
|                     |                     |     |
| 20                  | Sergio Romero       |     |
| 36                  | Matteo Darmian      |     |
| 17                  | Daley Blind         |     |
| 12                  | Chris Smalling      |     |
| 25                  | Antonio Valencia    |     |
| 21                  | Ander Herrera       |     |
| 22                  | Henrikh Mkhitaryan  | 74e |
| 6                   | Paul Pogba          |     |
| 27                  | Marouane Fellaini   |     |
| 8                   | Juan Mata           | 90e |
| 19                  | Marcus Rashford     | 84e |
|                     |                     |     |
| Remplaçants :       |                     |     |
| 1                   | David de Gea        |     |
| 4                   | Phil Jones          |     |
| 24                  | Timothy Fosu-Mensah |     |
| 14                  | Jesse Lingard       | 74e |
| 16                  | Michael Carrick     |     |
| 10                  | Wayne Rooney        | 90e |
| 11                  | Anthony Martial     | 84e |
|                     |                     |     |
| Entraîneur :        |                     |     |
| José Mourinho       |                     |     |

### Statistiques
| Statistique    | Ajax | Manchester |
| -------------- | ---- | ---------- |
| Buts marqués   | 0    | 1          |
| Tirs           | 6    | 4          |
| Tirs cadrés    | 1    | 2          |
| Arrêts         | 1    | 1          |
| Possession     | 66%  | 34%        |
| Corners        | 2    | 0          |
| Fautes         | 6    | 9          |
| Hors-jeux      | 0    | 1          |
| Cartons jaunes | 0    | 1          |
| Cartons rouges | 0    | 0          |

| Statistique    | Ajax | Manchester |
| -------------- | ---- | ---------- |
| Buts marqués   | 0    | 1          |
| Tirs           | 11   | 2          |
| Tirs cadrés    | 2    | 2          |
| Arrêts         | 1    | 2          |
| Possession     | 67%  | 33%        |
| Corners        | 3    | 2          |
| Fautes         | 9    | 8          |
| Hors-jeux      | 0    | 0          |
| Cartons jaunes | 3    | 2          |
| Cartons rouges | 0    | 0          |

| Statistique    | Ajax | Manchester |
| -------------- | ---- | ---------- |
| Buts marqués   | 0    | 2          |
| Tirs           | 17   | 6          |
| Tirs cadrés    | 3    | 4          |
| Arrêts         | 2    | 3          |
| Possession     | 67%  | 33%        |
| Corners        | 5    | 2          |
| Fautes         | 15   | 17         |
| Hors-jeux      | 0    | 1          |
| Cartons jaunes | 3    | 3          |
| Cartons rouges | 0    | 0          |